# La Rippe
La Rippe (/la ʀip/) est une commune suisse du canton de Vaud, située dans le district de Nyon.

## Géographie

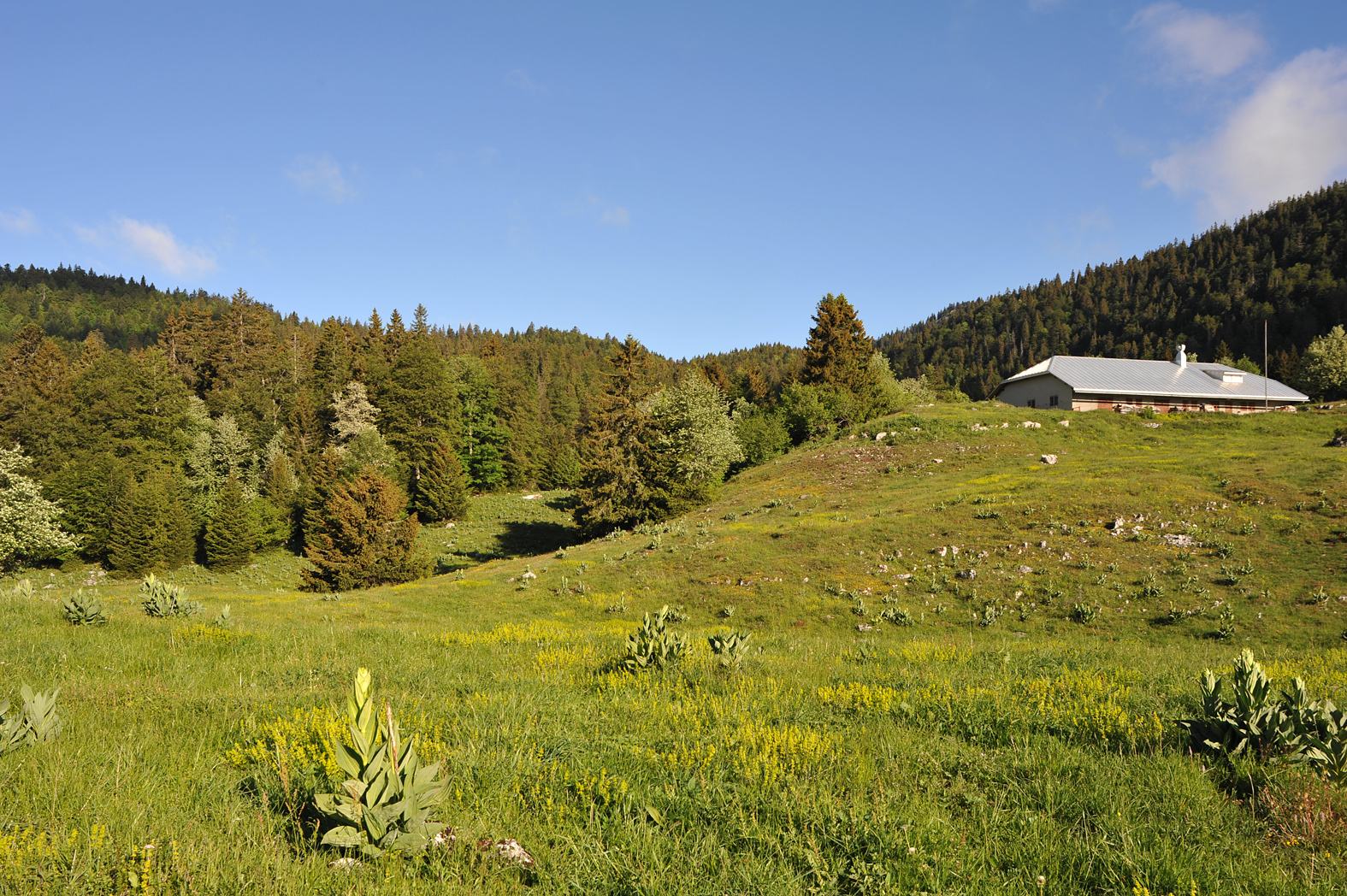
La Combe du Faoug à la frontière française.

La Rippe se trouve à une altitude de 528 mètres à 7 km à l'ouest de Nyon, le chef-lieu de district. Le village se trouve dans le vallon du Boiron de Nyon au pied de la Dôle. La commune s'étend principalement sur une portion du Jura vaudois, le long de la frontière française. Elle est la commune suisse la plus méridionale de l'arc jurassien.  
Elle recouvre des bois escarpés (Bois Badis) du Jura jusqu'à la Dôle, qui est le point culminant de la commune (1 677 mètres). Dans la partie occidentale de la commune se trouve la source de la Valserine. Le territoire de La Rippe s'étend sur 16,61 km2. Lors du relevé de 2013-2018, les surfaces d'habitations et d'infrastructures représentaient 3,9 % de sa superficie, les surfaces agricoles 34,1 %, les surfaces boisées 61,1 % et les surfaces improductives 0,7 %.  
La commune comprend le hameau de Tranchepied, ainsi que plusieurs fermes isolées. Les communes voisines sont  Gingins, Chéserex et Crassier au canton de Vaud ainsi que Divonne-les-Bains (Ain) et Prémanon (Jura) en France voisine.

## Toponymie
Le nom de la commune, qui se prononce (/la ʀip/), est identique au substantif francoprovençal rippe, qui désigne une pente, des broussailles ou un bois. Son origine est controversée : il pourrait dériver du bas latin rispa, rippa ou du germanique *hrispa.
La première occurrence écrite du toponyme date de 1384, sous la forme de Rippis.

## Population

### Gentilé
Les habitants de la commune se nomment les Rippérans,.

### Démographie

#### Évolution de la population
La population de La Rippe, après être restée très longtemps stable, a fortement augmenté depuis les années 1980.
La Rippe compte 1 200 habitants au 31 décembre 2022 pour une densité de population de 72 hab/km2. Sur la période 2010-2019, sa population a augmenté de 9,1 % (canton : 12,9 % ; Suisse : 9,4 %).  

#### Pyramide des âges
En 2020, le taux de personnes de moins de 30 ans s'élève à 34,9 %, similaire à la valeur cantonale (35 %). Le taux de personnes de plus de 60 ans est quant à lui de 19,7 %, alors qu'il est de 21,9 % au niveau cantonal.
La même année, la commune compte 565 hommes pour 572 femmes, soit un taux de 49,7 % d'hommes, supérieur à celui du canton (49,1 %).
| Hommes | Classe d’âge | Femmes |
| ------ | ------------ | ------ |
| 0,7    | 90 ans ou +  | 1,2    |
| 4,8    | 75 à 89 ans  | 5,2    |
| 12,9   | 60 à 74 ans  | 14,5   |
| 26,7   | 45 à 59 ans  | 28,5   |
| 17,7   | 30 à 44 ans  | 18,0   |
| 17,5   | 15 à 29 ans  | 14,2   |
| 19,6   | - de 14 ans  | 18,4   |

| Hommes | Classe d’âge | Femmes |
| ------ | ------------ | ------ |
| 0,5    | 90 ans ou +  | 1,4    |
| 6,1    | 75 à 89 ans  | 8,2    |
| 13,3   | 60 à 74 ans  | 14,3   |
| 21,5   | 45 à 59 ans  | 21,2   |
| 22,0   | 30 à 44 ans  | 21,4   |
| 19,6   | 15 à 29 ans  | 18,0   |
| 16,9   | - de 14 ans  | 15,5   |

## Histoire
Le territoire actuel de la commune de La Rippe a d'abord abrité un autre village, nommé Pellens et situé près du hameau actuel de Tranchepied, et qui a disparu avant 1159. Ses habitants auraient émigré sur les terres de l'abbaye de Saint-Claude. La première mention du lieu date de 1384 sous le nom de Rippis. Plus tard on vit apparaître les noms de Rispas et Rispis. Le territoire de la commune actuelle appartenait au Moyen Âge à l'abbaye de Saint-Claude en France et a été cédé à l'abbaye cistercienne de Bonmont en 1309. Depuis 1319 elle fut sous la protection de la maison de Savoie. 
Après la conquête bernoise en 1536, la Rippe fit brièvement partie du bailliage de Gex (1536-1564), puis fut rattachée au pays de Vaud après la restitution du pays de Gex à la Savoie. La Rippe dépendait du gouvernement de Bonmont, lui-même contrôlé par le bailli de Nyon (1564-1711), puis directement du bailli de Bonmont (1711-1798). À la suite de l'effondrement de l'Ancien Régime la Rippe appartint de 1798 à 1803 au Canton du Léman de la République helvétique.
Un corps de pompier est mis sur pied en 1814, tandis qu'une sage-femme est engagée en 1822. En 1826 le hameau de Tranchepied passa de Chéserex à la Rippe, sur demande des habitants du hameau,. Au début des années 1860, des terrains situés dans la Vallée des Dappes sont cédés à la France. Un stand de tir est construit en 1874. Le téléphone arrive en 1897 et l'électricité en 1908. En 1970, une station d'épuration est construite conjointement avec la commune voisine de Crassier.
En 2006, les autorités de La Rippe ont signé une charte de collaboration nommée "Asse et Boiron" avec huit autres communes (Arnex-sur-Nyon, Borex, Chéserex, Crassier, Eysins, Gingins, Grens et Signy-Avenex). Le 29 janvier 2015, les habitants de La Rippe disent toutefois non à un projet de fusion des communes d'Asse-et-Boiron.
Le village n'a pas d'église et a toujours appartenu à la paroisse de Crassier.

## Armoiries
Les armoiries de La Rippe sont « de gueules à deux clefs d’argent en sautoir, accompagnées en chef d’une mitre d’abbé d’or et en pointe d’un mont à trois coupeaux du même ». Elles sont inspirées de celles du bailliage de Bonmont, dont la commune a dépendu par le passé.

## Politique
La Rippe est dotée d'un conseil depuis 1667. La commune est dotée actuellement d'un exécutif de cinq membres, nommé Municipalité, et d'un législatif de 45 membres, nommé conseil communal. La municipalité est présidée par un syndic. Tous deux sont élus au système majoritaire pour une durée de cinq ans.

### Liste des syndics de La Rippe
- Gabriel Melly, premier syndic de La Rippe.
- Fernand Melly
- Georges Melly
- Georges Paréaz
- André Melly
- Claude Perrier
- Olivier Berlie
- Philippe Paréaz
- Jacques Moccand
- Depuis 2020: Olivier Tappy

## Personnalités liées a la commune
Jo-Wilfried Tsonga, joueur de tennis français, a résidé à La Rippe[réf. nécessaire] .